# Natalina beyrichi
Natalina beyrichi е вид коремоного от семейство Rhytididae. Видът е критично застрашен от изчезване.

## Разпространение
Разпространен е в Южна Африка (Източен Кейп).